# Rogadius
Rogadius – rodzaj ryb skorpenokształtnych z rodziny płaskogłowowatych. 

## Klasyfikacja
Gatunki zaliczane do tego rodzaju:
- Rogadius asper
- Rogadius fehlmani
- Rogadius mcgroutheri
- Rogadius patriciae
- Rogadius pristiger
- Rogadius serratus
- Rogadius welanderi